# Manu Hernando
José Manuel Hernando Riol, detto Manu (Palencia, 19 luglio 1998), è un calciatore spagnolo, difensore del Racing Santander.

## Carriera
Hernando entra a far parte del settore giovanile del Real Madrid nel 2010, proveniente dal Club Internacional de Amistad. Inizialmente schierato come centrocampista offensivo, viene in seguito adattato a difensore centrale.
Promosso nel Castilla nel 2017, debutta l'8 ottobre in occasione del match di Segunda División B perso 2-0 contro il Pontevedra; realizza la sua prima rete il 18 novembre seguente, nel pareggio per 1-1 contro il Toledo.
Il 2 gennaio 2019 viene ceduto in prestito al Racing Santander fino al termine della stagione; tre settimane più tardi fa il suo esordio fra i professionisti rimpiazzando Nico Hidalgo nel match di Segunda División perso 1-0 contro il Cadice. Terminato il prestito, il 14 agosto 2020 viene ceduto con la stessa formula al Ponferradina.
Il 16 luglio 2021 passa a titolo definitivo al Tondela, con cui sigla un contratto biennale.

## Statistiche

### Presenze e reti nei club
Statistiche aggiornate al 3 ottobre 2021.
| Stagione        | Squadra          | Campionato      | Campionato | Campionato | Coppe nazionali | Coppe nazionali | Coppe nazionali | Coppe continentali | Coppe continentali | Coppe continentali | Altre coppe | Altre coppe | Altre coppe | Totale | Totale |
| Stagione        | Squadra          | Comp            | Pres       | Reti       | Comp            | Pres            | Reti            | Comp               | Pres               | Reti               | Comp        | Pres        | Reti        | Pres   | Reti   |
| --------------- | ---------------- | --------------- | ---------- | ---------- | --------------- | --------------- | --------------- | ------------------ | ------------------ | ------------------ | ----------- | ----------- | ----------- | ------ | ------ |
| 2017-2018       | Real M. Castilla | SDB             | 23         | 2          |                 | -               | -               |                    | -                  | -                  |             | -           | -           | 23     | 2      |
| 2018-2019       | Real M. Castilla | SDB             | 18         | 1          |                 | -               | -               |                    | -                  | -                  |             | -           | -           | 18     | 1      |
| 2019-gen. 2020  | Real M. Castilla | SDB             | 3          | 0          |                 | -               | -               |                    | -                  | -                  |             | -           | -           | 3      | 0      |
| gen.-giu. 2020  | Racing Santander | SD              | 15         | 1          | CR              | 0               | 0               |                    | -                  | -                  |             | -           | -           | 15     | 1      |
| 2020-2021       | Ponferradina     | SD              | 14         | 0          | CR              | 1               | 0               |                    | -                  | -                  |             | -           | -           | 15     | 0      |
| 2021-2022       | Tondela          | PL              | 4          | 0          | CP+CdL          | 0               | 0               |                    | -                  | -                  |             | -           | -           | 4      | 0      |
| Totale carriera | Totale carriera  | Totale carriera | 77         | 4          |                 | 1               | 0               |                    | -                  | -                  |             | -           | -           | 78     | 4      |